# Dioscorea salvadorensis
Dioscorea salvadorensis là một loài thực vật có hoa trong họ Dioscoreaceae. Loài này được Standl. mô tả khoa học đầu tiên năm 1923.